# 高橋竹山
初代高橋 竹山（たかはし ちくざん、1910年6月18日 - 1998年2月5日）は、津軽三味線の名人。本名は高橋 定蔵。一地方の芸であった津軽三味線を全国に広めた第一人者である。演歌歌手北島三郎が歌った『風雪ながれ旅』のモデル。

## 人物・生涯
青森県東津軽郡中平内村（現在の平内町）小湊生まれ。3歳の時に麻疹をこじらせて失明する。14歳の時、隣村のボサマ（盲目の門付芸人）であった戸田重次郎に弟子入りして三味線を習う。17歳で独立し、青森・岩手・秋田・北海道を門付けする。
1933年3月2日、三味線引きの仕事で三陸海岸にある玉川の旅館に宿泊中、夜半過ぎに強い地震に遭った。これが昭和三陸地震で、宿泊していた宿は津波に襲われて全壊。高橋は地震が収まったあと宿から避難し、津波の来る直前に命からがら宿の裏にある山へ避難することができた。
1938年、イタコをしていたナヨと結婚。
太平洋戦争の激化で三味線では生活を支えることが難しくなり、1944年、鍼灸師とマッサージ師の資格を取得するため、青森県立八戸盲唖学校（現・青森県立八戸盲学校）に入学。一時、芸の世界から身を引くが、1950年から津軽民謡の神様とも呼ばれた成田雲竹の伴奏者として各地を興行する。この頃、雲竹から「竹山」の芸名を受ける。1954年から雲竹とともに、ラジオ青森（現在の青森放送）の民謡番組に出演した。雲竹は竹山に対して、伴奏のみならず、津軽民謡に三味線伴奏を付けるように依頼する。以後、雲竹の作詞作曲した『りんご節』など、雲竹・竹山のコンビで多くの津軽民謡を発掘・制作し、発表した。
1963年、キングレコードから、史上初の津軽三味線独奏LPレコード『津軽三味線　高橋竹山』が発売され、大ヒットとなる。これにより、竹山は津軽三味線奏者としての名声を得た。1964年、雲竹の引退・隠居により雲竹・竹山のコンビを解消。
1971年、青森放送で竹山を取り上げたドキュメンタリー『寒撥』が放送され、その名を広く知られるきっかけとなる。番組は同年度の文化庁芸術祭で優秀賞に選出された。
1973年、小劇場渋谷ジァン・ジァンに初出演。その後も定期的に開催したライブで多くの若者の心を捉え、津軽三味線ブームのさきがけとなった。
1975年、自伝『津軽三味線ひとり旅』を出版。
1977年、新藤兼人脚本・監督により映画『竹山ひとり旅』が製作され、モスクワ国際映画祭に日本代表作品として出品される。林隆三が竹山を演じた。
1986年、アメリカ公演を行い、これが世界に津軽三味線の名を知らしめるもととなった。ニューヨーク、ワシントンD.C.、ボルチモア、サンフランシスコ、ロサンゼルス、ホノルルなど7都市で10回の演奏会を行う。厳しい論評で知られるニューヨーク・タイムズは「まるで魂の探知器でもあるかのように、聴衆の心の共鳴音を手繰り寄せてしまう。名匠と呼ばずして何であろう」と最高の賛辞を贈った。
1993年、妻・ナヨ死去。
1998年2月5日、喉頭癌により平内町立中央病院にて死去。享年87。戒名は「風雪院調絃竹山居士」。
晩年は衰えを自覚しながらも現役を退かなかったが、内弟子として師事し、最後まで演奏活動を共にした竹与に二代目高橋竹山の名を譲った。他にも弟子はいたが、竹与だけが教授活動を一切せず、演奏活動だけで生活していたことを認め、その行く先を心配してのことであった。

## 受章歴
- 1961年、日本民謡協会より技能章
- 1971年、青森県文化賞
- 1974年、日本民謡協会より名人位[1]
- 1975年、第9回吉川英治文化賞・第12回点字毎日文化賞
- 1982年、第3回松尾芸能賞
- 1983年、勲四等瑞宝章
- 1988年、伝統文化ポーラ特賞
- 1996年、平内町名誉町民

## 『叩き三味線』と『弾き三味線』
竹山の芸風を表現する際、「竹山の三味線は弾き三味線だ」と言われる。これは竹山がマスコミに登場するようになった昭和40年代、同じ津軽三味線奏者として活動していた木田林松栄が得意とし、現在も主流である津軽三味線の奏法が撥で叩くように演奏するのに対してのものである。
ある日、インタビューを受けた竹山は、インタビュアーの「三味線（の奏法）は『叩く』ものですか？『弾く』ものですか？」という質問の意味を取り違えて、「三味線は弾くものだ」と答えた。竹山にしてみれば、三味線の具体的な奏法について言及したつもりはなく、「太鼓は叩くもの」「尺八は吹くもの」というのと同じ類の質問だと思っていたためである。これが間違って伝えられ、「竹山の三味線は『弾き三味線』である」と言われるようになった。

## 著書
- 『自伝津軽三味線ひとり旅』新書館 1976 
  - 『津軽三味線ひとり旅』中公文庫 1991
- The Autobiography of Takahashi Chikuzan : Adventures of a Tsugaru-jamisen Musician / translated and annotated by Gerald Groemer (Detroit monographs in musicology/Studies in music ; Harmonie Park Press, c1991
- The Spirit of Tsugaru : Blind Musicians, Tsugaru-jamisen, and the Folk Music of Northern Japan, with the Autobiography of Takahashi Chikuzan / Gerald Groemer (Detroit monographs in musicology/Studies in music. Harmonie Park Press, 1999
- 『高橋竹山に聴く 津軽から世界へ』(集英社新書) 佐藤貞樹著 2000　 野崎信司監修. 津軽書房 2010

## 関連書籍
- 倉光俊夫『津軽三味線 高橋竹山・その人と芸の底を流れるもの』立風書房 1976
- 藤田博保作、 高田勲画『音の旅人 津軽三味線・高橋竹山ものがたり』金の星社 1986
- 松林拓司『魂の音色 評伝高橋竹山』東奥日報社 2000

## 関連映画
- 竹山ひとり旅 1977年公開
- 津軽のカマリ 2018年11月公開